# Czakó Ádám
Czakó Ádám (Kolozsvár, 1940. november 5. – Budapest, 2013. március 6.[forrás?]) zeneszerző, karmester.

## Élete
Középiskolai és egyetemi tanulmányait is szülővárosában végezte. A zeneművészeti középiskola után a G. Dima Zeneművészeti Egyetemen Sigismund Toduța mester tanítványa. 1966–67 között ugyanitt segédtanár. 1967–68 között kamarazene-tanár a nagyváradi zeneiskolában.1967-ben a nagyváradi filharmonikusok mutatták be első szimfóniáját, itt játszották először Ruha Istvánék egyik vonósnégyesét, Kóródy István klarinétversenyét és Nagyváradon hangzott el először Concerto grossója. Marosvásárhelyen a Maros Népi Együttes adta elő népdalfeldolgozásait (Száll a nóta, 1969 Sepsiszentgyörgy). Ugyanitt Szalman Lóránt tűzte műsorára első szimfóniáját. 1968–70 között a Sepsiszentgyörgyi Állami Színház karmestere.[forrás?] Csávossy György verses-zenés vígjátékának (Édes méreg) zenéjét szerezte (bemutató: 1970, Sepsiszentgyörgy). Kísérőzenét írt Veress Dániel Mikes, Tömöry Péter A pipacsok halála, Méhes György Barbár komédia és Sombori Sándor Gábor Áron c. darabjaihoz, Domokos Eszter librettójára gyermekoperát (Perlino), Csiki László verseire kamarazenét komponált. Farkas Árpád, Magyari Lajos, Márki Zoltán, Tömöry Péter szövegeire dalokat, Szemlér Ferenc versére tömegdalt, Csiki László verseire kamarazenét; Majtényi Erik verseire a Virágének és a Rügyező ág c. karműveket (Művelődés, 1977/10) szerezte. 1970–1974 között a bukaresti Petőfi Sándor Művelődési Ház zenei szakvezetője volt. Zenekritikáit román és erdélyi magyar napilapok is publikálták.
1974-től a Rapsodia Română népi együttes zenei vezetője, 1984-től a bukaresti Globus Cirkusz karmestere.
1990-ben Magyarországra települt családjával. 1992-től Németországban (Freudenstadt, Bad-Dürheim) szalonzenekart vezetett.[forrás?] 2008-ban A Szahara kincse c. operett, 2010-ben a Bál a kastélyban című zenés vígjáték zenéjét szerezte.